# Short track ai I Giochi olimpici giovanili invernali
Le gare di short track dei I Giochi olimpici giovanili invernali si sono svolte all'OlympiaWorld di Innsbruck, in Austria, dal 20 al 22 gennaio 2012. In programma erano 5 eventi.

## Calendario
| Ragazzi | 1000 m | 500 m |  |                 | 2 |
| Ragazze | 1000 m | 500 m |  |                 | 2 |
| Misti   |        |       |  | Staffetta mista | 1 |
| Totale  | 2      | 2     |  | 1               | 5 |

## Podi

### Ragazzi
| Evento            | Oro                       | Tempo    | Argento                   | Tempo    | Bronzo          | Tempo    |
| 500 m (dettagli)  | Yoon Su-Min Corea del Sud | 42"417   | Lim Hyo-Jun Corea del Sud | 42"482   | Xu Hongzhi Cina | 42"637   |
| 1000 m (dettagli) | Lim Hyo-Jun Corea del Sud | 1'29"284 | Yoon Su-Min Corea del Sud | 1'29"428 | Xu Hongzhi Cina | 1'29"576 |

### Ragazze
| Evento            | Oro                        | Tempo    | Argento      | Tempo    | Bronzo                   | Tempo    |
| 500 m (dettagli)  | Shim Suk-Hee Corea del Sud | 44"122   | Xu Aili Cina | 44"593   | Nicole Martinelli Italia | 46"390   |
| 1000 m (dettagli) | Shim Suk-Hee Corea del Sud | 1'31"661 | Xu Aili Cina | 1'33"351 | Sumire Kikuchi Giappone  | 1'34"254 |

### Misti
| Evento                     | Oro                                             | Argento                                              | Bronzo                                                        |
| Staffetta mista (dettagli) | Park Jung-Hyun Lu Ziucheng Xu Aili Jack Burrows | Qu Chunyu Xu Hongzhi Marija Dolhopolova Aydin Djemal | Shim Suk-Hee Yoann Martinez Melanie Brantner Denis Ajrapetjan |

## Medagliere
| Posizione | Paese         | Oro | Argento | Bronzo | Totale |
| --------- | ------------- | --- | ------- | ------ | ------ |
| 1         | Corea del Sud | 4   | 2       | 0      | 6      |
| 2         | Cina          | 0   | 2       | 2      | 4      |
| 3         | Giappone      | 0   | 0       | 1      | 1      |
| 3         | Italia        | 0   | 0       | 1      | 1      |
| Totale    | Totale        | 4   | 4       | 4      | 12     |